# Davenham
Davenham est une civil parish (paroisse civile) située dans l'autorité unitaire de Cheshire West and Chester, dans le comté traditionnel de Cheshire, en Angleterre. Elle se trouve à environ 3 km au sud de la ville de Northwich. Au recensement de 2001, la paroisse civile comptait 5 655 habitants.

## Personnalité
- Richard Wyche (1554-1621), marchand, explorateur et armateur, né à Davenham.